# Marcella Bella
Marcella Bella (* 18. Juni 1952 in Catania, Sizilien, als Giuseppa Marcella Bella), auch nur Marcella, ist eine italienische Popsängerin.

## Karriere
Marcella Bella ist die jüngere Schwester des Musikers Gianni Bella, der später auch viele ihrer Hits schrieb. Sie begann schon als Kind, zu singen und an Gesangswettbewerben teilzunehmen. 1965 gewann sie das Festival degli Sconosciuti in Ariccia, wurde jedoch disqualifiziert, da sie eigentlich noch zu jung war. Ihre erste Single Il pagliaccio nahm die Sängerin 1969 auf; in der Folge trat sie beim Cantagiro und der Mostra internazionale di musica leggera in Venedig auf. Einen ersten kleinen Erfolg hatte sie 1971 mit der Single Hai ragione tu. 
Schon im Folgejahr nahm sie mit dem von ihrem Bruder mitgeschriebenen Lied Montagne verdi erstmals am Sanremo-Festival teil und erreichte den siebten Platz; in den Charts gelang ihr Platz drei. Noch im selben Jahr kehrte sie mit Sole che nasce, sole che muore zum Cantagiro zurück und präsentierte bei Canzonissima Un sorriso e poi perdonami. 1973 gewann Bella mit Io domani den Wettbewerb Festivalbar (ex aequo mit Mia Martinis Minuetto), 1974 wurde sie mit Nessuno mai dritte. Auch in den Folgejahren trat sie bei Festivalbar auf, so 1980 mit Baciami: Die B-Seite der Single, Rio de Janeiro wurde ein heimlicher Kultsong.
Beim Sanremo-Festival 1981 wurde die Sängerin mit Pensa per te neunte. Deutlich erfolgreicher waren in diesem Jahr ihre Singles Canto straniero und Mi mancherai. 1983 begann sie wie ihr Bruder mit Mogol zusammenzuarbeiten. Erste Frucht dieser Kollaboration war das Lied Nell’aria (geschrieben von Gianni Bella und Mogol) und das gleichnamige Album, das der Sängerin auch ein neues, sinnlicheres Image verpasste. Im Jahr darauf folgte das Album Nel mio cielo puro. 1985 traten die Bella-Geschwister zusammen mit L’ultima poesia bei Festivalbar auf.
1986 kehrte Bella nach Sanremo zurück und gelangte mit Senza un briciolo di testa auf Platz drei. Es folgten ein sechster (1987 mit Tanti auguri) und ein vierter Platz (1988 mit Dopo la tempesta). Zusammen mit ihrem Bruder ging sie auch bei Sanremo 1990 ins Rennen: Das Duett Verso l’ignoto erreichte den fünften Platz. Ihre weiteren Veröffentlichungen im Verlauf der 90er-Jahre (häufig in Zusammenarbeit mit ihrem Bruder) hatten kaum noch Erfolg, außerdem trat sie kaum noch öffentlich auf. Erst 2003 meldete sie sich mit dem bei Sony erschienenen Album Passato e presente aus der Versenkung zurück.
Mit Uomo bastardo trat Bella 2005 wieder in Sanremo an und erreichte das Finale sowie den zweiten Platz in der Kategorie Classic. Noch einmal zwei Jahre später kehrte sie zurück und präsentierte im Duett mit ihrem Bruder Forever per sempre; sie schafften es nicht unter die zehn besten Beiträge, erreichten aber anschließend Platz 14 der Charts. 2012 erschien das nächste Album Femmina Bella, gefolgt 2017 von Metà amore metà dolore und 2023 von Etnea.

## Diskografie

### Alben
| Jahr | Titel Musiklabel, Katalog-Nr.                       | Höchstplatzierung, Gesamtwochen, AuszeichnungChartsChartplatzierungen (Jahr, Titel, Musiklabel, Katalog-Nr., Platzierungen, Wochen, Auszeichnungen, Anmerkungen) | Anmerkungen                                          |
| Jahr | Titel Musiklabel, Katalog-Nr.                       | IT | Anmerkungen                                          |
| ---- | --------------------------------------------------- | --- | ---------------------------------------------------- |
| 1973 | Tu non hai la più pallida idea dell’amore CGD 69028 | IT18 (5 Wo.)IT |                                                      |
| 1973 | Mi… ti… amo CGD 69045                               | IT3 (21 Wo.)IT |                                                      |
| 1974 | Metamorfosi CGD 69082                               | IT22 (3 Wo.)IT |                                                      |
| 1976 | Bella CGD 81413                                     | IT16 (11 Wo.)IT |                                                      |
| 2002 | Passato e presente Sony                             | IT50 (1 Wo.)IT |                                                      |
| 2003 | I più grandi successi Sony                          | IT66 (2 Wo.)IT | Kompilation                                          |
| 2005 | Uomo bastardo Nuova Gente / Universal               | IT60 (3 Wo.)IT |                                                      |
| 2007 | Forever per sempre Nuova Gente / Universal          | IT70 (2 Wo.)IT | Erstveröffentlichung: 6. April 2007 mit Gianni Bella |
| 2017 | Metà amore metà dolore Beyond                       | IT47 (1 Wo.)IT | Erstveröffentlichung: 29. September 2017             |
| 2025 | Etna FFN (BMG)                                      | — | Erstveröffentlichung: 14. Februar 2025               |

Weitere Alben
- L’anima dei matti (CGD 60178; 1975)
- Femmina (CGD 20010; 1977)
- Camminando e cantando (CBS; 1979)
- Marcella Bella (CBS; 1981)
- Problemi (CBS; 1982)
- Little Italy (mit Joe Dassin; CBS; 1982)
- Nell’aria (CBS 25477; 1983)
- Nel mio cielo puro (CBS 26036; 1984)
- Senza un briciolo di testa (CBS; 1986)
- Tanti auguri (CBS; 1987)
- ’88 (Ricordi; 1988)
- Verso l’ignoto… (Ricordi; 1990)
- Canta Battisti (CBS; 1990)
- Sotto il vulcano (Ricordi; 1991)
- Tommaso! (Pull Music / Sony; 1993)
- Anni dorati (CGD East West / Warner; 1995)
- Finalmente insieme (mit Gianni Bella; Pull/Fuego; 1998)
- Femmina Bella (Halidon; 2012)

### Singles
| Jahr | Titel Album                                                          | Höchstplatzierung, Gesamtwochen, AuszeichnungChartsChartplatzierungen (Jahr, Titel, Album, Platzierungen, Wochen, Auszeichnungen, Anmerkungen) | Anmerkungen                                                              |
| Jahr | Titel Album                                                          | IT | Anmerkungen                                                              |
| ---- | -------------------------------------------------------------------- | --- | ------------------------------------------------------------------------ |
| 1972 | Montagne verdi Tu non hai la più pallida idea dell’amore             | IT3 (16 Wo.)IT | CGD B-Seite: Tu insieme a lei                                            |
| 1973 | Un sorriso e poi perdonami Tu non hai la più pallida idea dell’amore | IT2 (14 Wo.)IT | CGD B-Seite: Sensazioni e sentimenti                                     |
| 1973 | Io domani Mi… ti… amo                                                | IT6 (24 Wo.)IT | CGD B-Seite: Dove vai                                                    |
| 1973 | Mi… ti… amo                                                          | IT5 (17 Wo.)IT | CGD B-Seite: Proprio io                                                  |
| 1974 | Nessuno mai Metamorfosi                                              | IT2 (21 Wo.)IT | CGD B-Seite: Per sempre                                                  |
| 1974 | L’avvenire Metamorfosi                                               | IT14 (9 Wo.)IT | CGD B-Seite: Prigioniera                                                 |
| 1975 | E quando L’anima dei matti                                           | IT24 (2 Wo.)IT | CGD B-Seite: Piccolo diavoli                                             |
| 1975 | Negro L’anima dei matti                                              | IT15 (7 Wo.)IT | CGD B-Seite: E tu chi sei                                                |
| 1976 | Resta cu’mme Bella                                                   | IT11 (15 Wo.)IT | CGD B-Seite: Impazzire ti farò                                           |
| 1976 | Abbracciati Femmina                                                  | IT15 (13 Wo.)IT | CGD B-Seite: Il vento                                                    |
| 1980 | Baciami Marcella Bella                                               | IT14 (13 Wo.)IT | CBS B-Seite: Rio de Janeiro                                              |
| 1981 | Canto straniero Marcella Bella                                       | IT7 (18 Wo.)IT | CBS B-Seite: Così piccolo                                                |
| 1981 | Mi mancherai Problemi                                                | IT15 (8 Wo.)IT | CBS B-Seite: Donna più donna                                             |
| 1982 | Problemi                                                             | IT21 (5 Wo.)IT | CBS B-Seite: Un anno in più                                              |
| 1983 | Nell’aria                                                            | IT7 Gold · (16 Wo.)IT | CBS B-Seite: Non mi avrai                                                |
| 1985 | L’ultima poesia Senza un briciolo di testa                           | IT8 (16 Wo.)IT | CBS (mit Gianni Bella); B-Seite: Alla pari                               |
| 1986 | Senza un briciolo di testa                                           | IT5 (9 Wo.)IT | CBS B-Seite: Settembre                                                   |
| 1990 | Verso l’ignoto Verso l’ignoto…                                       | IT15 (7 Wo.)IT | Ricordi (mit Gianni Bella); B-Seite: Pianeti                             |
| 2007 | Forever per sempre                                                   | IT14 (7 Wo.)IT | Nuova Gente / Universal                                                  |
| 2025 | Pelle diamante Etna                                                  | IT36 (5 Wo.)IT | Erstveröffentlichung: 12. Februar 2025 Beitrag zum Sanremo-Festival 2025 |

Weitere Singles
- Un ragazzo nel cuore / Il pagliaccio (CGD; 1969)
- Bocca dolce / È semplice (CGD; 1969)
- Hai ragione tu / Nel mio cuore (CGD; 1971)
- Sole che nasce, sole che muore / Il tempo dell’amore verde (CGD; 1972)
- Non m’importa più / Femmina (CGD; 1977)
- Mi vuoi / Lassame (CGD; 1978)
- Lady anima / Non ci credo più (CBS; 1979)
- Camminando e cantando / Quando il cielo (CBS; 1979)
- Pensa per te / Coriandoli (CBS; 1981)
- Nel mio cielo puro / Febbre d’amore (CBS; 1984)
- Tanti auguri / New King’s Road (CBS; 1987)
- Dopo la tempesta / Per gioco, per complicità (Ricordi; 1988)
- Amici (mit Riccardo Fogli; Ricordi; 1991)
- È un miracolo (mit Gianni Bella; Pull Music; 1998)
- Il colore rosso dell’amore (Sony; 2000)
- Fa chic (Sony; 2002)
- La regina del silenzio (Sony; 2002)
- Uomo bastardo (Nuova Gente / Universal; 2005)
- Medusa (Nuova Gente / Universal; 2005)
- Vendetta tremenda vendetta (mit Gianni Bella; Nuova Gente / Universal; 2007)
- Malecon (mit Luis Frank) (Halidon; 2012)
- Femmina Bella (Halidon; 2012)

## Belege
1. ↑  Chartquellen (Alben):
  - M&D-Chartarchiv. Musica e dischi, archiviert vom Original (nicht mehr online verfügbar) am 24. Juli 2017; abgerufen am 19. Mai 2017 (italienisch, kostenpflichtiger Abonnement-Zugang).  Info: Der Archivlink wurde automatisch eingesetzt und noch nicht geprüft. Bitte prüfe Original- und Archivlink gemäß Anleitung und entferne dann diesen Hinweis.
  - Guido Racca & Chartitalia: Top 100 FIMI Album. Lulu, 2013, S. 76 f.
2. ↑  Chartquellen (Singles):
  - M&D-Chartarchiv. Musica e dischi, archiviert vom Original (nicht mehr online verfügbar) am 24. Juli 2017; abgerufen am 19. Mai 2017 (italienisch, kostenpflichtiger Abonnement-Zugang).  Info: Der Archivlink wurde automatisch eingesetzt und noch nicht geprüft. Bitte prüfe Original- und Archivlink gemäß Anleitung und entferne dann diesen Hinweis.
  - Guido Racca & Chartitalia: Top 100 FIMI Singoli. Lulu, 2013, S. 116.
3. ↑  Auszeichnungen für Musikverkäufe: IT

| Personendaten    | Personendaten                                    |
| ---------------- | ------------------------------------------------ |
| NAME             | Bella, Marcella                                  |
| ALTERNATIVNAMEN  | Bella, Giuseppa Marcella (Geburtsname); Marcella |
| KURZBESCHREIBUNG | italienische Sängerin                            |
| GEBURTSDATUM     | 18. Juni 1952                                    |
| GEBURTSORT       | Catania, Sizilien                                |